# Oxybenzon
Oxybenzon ist eine chemische Verbindung aus der Gruppe der substituierten Benzophenone.

## Gewinnung und Darstellung
Oxybenzon kann durch eine Friedel-Crafts-Acylierung von Benzoylchlorid mit 3-Methoxyphenol gewonnen werden.

## Eigenschaften
Oxybenzon ist ein brennbarer, schwer entzündbarer, gelblicher, geruchloser Feststoff, der praktisch unlöslich in Wasser ist.

## Verwendung
Oxybenzon wird als Breitbandfilter für UV-B- und UV-A-Strahlen in Sonnenschutzmitteln (in einer Konzentration von 1 bis 6 %) und Polymeren eingesetzt. Es wirkt als Reagenz bei der gravimetrischen Bestimmung von Kupfer(II). Außerdem wird es zur Herstellung von Poly[(2-hydroxy-4-methoxybenzophenon)propylen] verwendet, einem polymeren Liganden, der für die Synthese von Metall/Liganden-Polychelaten geeignet ist.

## Sicherheit
Oxybenzon wird als Photoallergen eingestuft. Einige Studien werten dies jedoch als statistisch nicht relevant. Für die Verbindung werden in einigen Studien in sehr hoher Konzentration auch hormonelle Wirkungen aufgezeigt, die jedoch keine signifikanten Einfluss auf den menschlichen Organismus haben. Aufgrund des weiten Einsatzes der Verbindung und der nicht eindeutigen Ergebnisse der Studien steht die Verbindung auf der Liste der CoRAP-Stoffe.
Der Pazifikstaat Palau untersagt seit dem 1. Januar 2020 den Einsatz der Verbindung in Sonnencremes, der US-amerikanische Bundesstaat Hawaii ab dem 1. Januar 2021. Grund sind Studien, die eine Schädigung der Korallenriffe durch die Verbindung aufzeigen.